# Libertador (Táchira)
Libertador is een gemeente in de Venezolaanse staat Táchira. De gemeente telt 20.200 inwoners. De hoofdplaats is Abejales.